# Фуруїті Масако
Масако Фуруїті (яп. 古市雅子; нар. 20 жовтня 1996, префектура Кумамото) — японська борчиня вільного стилю, чемпіонка та дворазова бронзова призерка чемпіонатів світу, срібна та бронзова призерка чемпіонатів Азії, триразова володарка Кубків світу в командному заліку.

## Життєпис
Боротьбою почала займатися з 2008 року. Триразова чемпіонка світу серед кадетів (2011, 2012, 2013). Триразова чемпіонка світу серед юніорів (2014, 2015, 2016). Чемпіонка світу серед молоді (2019).
Тренується у борцівській академії JOC, Токіо. Тренер — Канегама.
Закінчила університет Ніхон.

## Спортивні результати на міжнародних змаганнях

### Виступи на Чемпіонатах світу
| Змагання                        | Збірна | Вагова категорія          | Місце  |
| ------------------------------- | ------ | ------------------------- | ------ |
| Чемпіонат світу з боротьби 2019 | Японія | жіноча боротьба, до 72 кг | Бронза |
| Чемпіонат світу з боротьби 2021 | Японія | жіноча боротьба, до 72 кг | Золото |
| Чемпіонат світу з боротьби 2022 | Японія | жіноча боротьба, до 72 кг | Бронза |

### Виступи на Чемпіонатах Азії
| Змагання                       | Збірна | Вагова категорія          | Місце  |
| ------------------------------ | ------ | ------------------------- | ------ |
| Чемпіонат Азії з боротьби 2017 | Японія | жіноча боротьба, до 75 кг | Срібло |
| Чемпіонат Азії з боротьби 2018 | Японія | жіноча боротьба, до 72 кг | Бронза |

### Виступи на Кубках світу
| Змагання                    | Збірна | Вагова категорія | Місце  |
| --------------------------- | ------ | ---------------- | ------ |
| Кубок світу з боротьби 2017 | Японія | команда          | Золото |
| Кубок світу з боротьби 2018 | Японія | команда          | Золото |
| Кубок світу з боротьби 2019 | Японія | команда          | Золото |

### Виступи на інших змаганнях
| Змагання                                         | Збірна | Вагова категорія          | Місце  |
| ------------------------------------------------ | ------ | ------------------------- | ------ |
| Klippan Lady Open 2014                           | Японія | жіноча боротьба, до 69 кг | Бронза |
| Гран-прі «Іван Яригін» 2015                      | Японія | жіноча боротьба, до 69 кг | 5      |
| Klippan Lady Open 2015                           | Японія | жіноча боротьба, до 69 кг | 9      |
| Золотий Гран-прі з боротьби 2015                 | Японія | жіноча боротьба, до 69 кг | 7      |
| Гран-прі «Іван Яригін» 2016                      | Японія | жіноча боротьба, до 69 кг | 10     |
| Klippan Lady Open 2016                           | Японія | жіноча боротьба, до 69 кг | Золото |
| Золотий Гран-прі з боротьби 2016                 | Японія | жіноча боротьба, до 69 кг | Золото |
| Міжнародний меморіал Дейва Шульца 2017           | Японія | жіноча боротьба, до 75 кг | Золото |
| Гран-прі «Іван Яригін» 2018                      | Японія | жіноча боротьба, до 72 кг | Срібло |
| Всеяпонський відкритий чемпіонат з боротьби 2018 | Японія | жіноча боротьба, до 72 кг | Бронза |
| Відкритий чемпіонат Китаю з боротьби 2018        | Японія | жіноча боротьба, до 72 кг | Срібло |
| Чемпіонат Японії з боротьби 2018                 | Японія | жіноча боротьба, до 76 кг | Бронза |
| Klippan Lady Open 2019                           | Японія | жіноча боротьба, до 76 кг | Бронза |
| Чемпіонат Японії з боротьби 2019                 | Японія | жіноча боротьба, до 68 кг | Бронза |
| Чемпіонат Японії з боротьби 2020                 | Японія | жіноча боротьба, до 72 кг | Золото |
| Всеяпонський відкритий чемпіонат з боротьби 2021 | Японія | жіноча боротьба, до 72 кг | Золото |

### Виступи на змаганнях молодших вікових груп
| Змагання                                      | Збірна | Вагова категорія          | Місце  |
| --------------------------------------------- | ------ | ------------------------- | ------ |
| Чемпіонат світу з боротьби серед кадетів 2011 | Японія | жіноча боротьба, до 65 кг | Золото |
| Чемпіонат світу з боротьби серед кадетів 2012 | Японія | жіноча боротьба, до 65 кг | Золото |
| Чемпіонат світу з боротьби серед кадетів 2013 | Японія | жіноча боротьба, до 65 кг | Золото |
| Чемпіонат світу з боротьби серед юніорів 2014 | Японія | жіноча боротьба, до 67 кг | Золото |
| Чемпіонат світу з боротьби серед юніорів 2015 | Японія | жіноча боротьба, до 67 кг | Золото |
| Чемпіонат світу з боротьби серед юніорів 2016 | Японія | жіноча боротьба, до 72 кг | Золото |
| Чемпіонат світу з боротьби серед молоді 2019  | Японія | жіноча боротьба, до 68 кг | Золото |